# Wanlongshan (sockenhuvudort i Kina, Jiangxi Sheng, lat 27,60, long 114,17)
Wanlongshan är en sockenhuvudort i Kina. Den ligger i provinsen Jiangxi, i den sydöstra delen av landet, omkring 210 kilometer sydväst om provinshuvudstaden Nanchang. Antalet invånare är 9 265. Befolkningen består av 4 375 kvinnor och 4 890 män. Barn under 15 år utgör 19,0 %, vuxna 15-64 år 68 %, och äldre över 65 år 11,0 %.
Runt Wanlongshan är det ganska tätbefolkat, med 139 invånare per kvadratkilometer. Närmaste större samhälle är Xuanfeng, 11,5 km norr om Wanlongshan. I omgivningarna runt Wanlongshan växer i huvudsak blandskog.
Genomsnittlig årsnederbörd är 2 270 millimeter. Den regnigaste månaden är maj, med i genomsnitt 375 mm nederbörd, och den torraste är oktober, med 33 mm nederbörd.